# 301
301 (CCCI) je bilo navadno leto, ki se je po julijanskem koledarju začelo na sredo.

## Dogodki
- Armenci prvi sprejmejo krščanstvo za državno vero.
- Po legendi je ustanovljena republika San Marino.